# Slægten Hvides ejendomme
Om Skjalm Hvides godsbesiddelser ved vi intet direkte. Der er derimod to lokaliteter, hvor flere grene af slægten har haft andele af jorden, og som derfor må formodes at stamme fra Skjalm. Den ene er Jørlunde i Nordøstsjælland, den anden Haverup Ore ved Sorø.
Derudover ejede slægtens grene så meget gods i Alsted Herred, at man må regne med et fælles udgangspunkt, der rækker ud over Haverup Ore. Blandt andet må Fjenneslev, hvor Skjalm blev begravet, formodentlig have været stamgods. Lokaliseringen af Jørlunde som stamgods sandsynliggør måske, at dele af det omfattende gods, som Ebbe-linjen senere ses at eje i Nordøstsjælland, også har været stamgods.
Slægten ejede gennem tiden gods i de fleste af de sjællandske herreder. Bedst kendt er de nævnte store godsmængder i Alsted og de tilstødende herreder samt i Nordsjælland. Det var så også her de to klostre, slægten især var velyndere for, Sorø og Esrum, lå.
Mens alle grene af slægten er repræsenteret på Midtsjælland, er det især Ebbe-linjen, der ejer gods i Nordøstsjælland. På Stevns kendes ligeledes en del Hvidegods. Det er som nævnt Ingerd af Regensteins fra 1250'erne, desuden ligger her også under Niels Ranes efterkommere i 14. århundrede. Det sidstnævnte er formentlig indgiftet gods fra midten af 13. århundrede.
Absalon ejede meget store ejendomme rundt om det nuværende Holbæk. Om hans ligeledes omfattende gods rundt om København var en gave fra kong Valdemar I den Store, som han kun beholdt kort tid, for det bortskænkedes, eller om det havde været Hvidegods allerede før bygningen af Københavns borg, er vanskeligt at afgøre.
Slægten havde også en del gods i Ars og Løve herred på det vestlige Sjælland, til hvilket område Esbern Snare er knyttet via bygningen af Kalundborg samt via en del overlevering og sagn om Sæby, Tissøområdet og Kalundborg.
Langt den overvejende del af det lidt, der kendes til slægtens gods i Jylland, stammer fra den indgiftede Vagn, gift med Skjalm Hvides datterdatter. Godset kendes gennem hans sønner, især Århusbispen Peder. Der er især tale om gods nær Århus og Djursland, men også på Rømø. Ellers kendes der ikke Hvidegods af nogen betydning før med den indgiftede Stig Andersen efterkommeres gods på Djursland (anden halvdel af 14. århundrede).
På Lolland og Falster er der intet eller næsten intet kendt Hvidegods. På Bornholm sad i anden halv del af 13. århundrede Andreas Erlandsen og hans søn Andreas som herre på hele eller dele af øen på ærkebispens veje. I hvilken grad, der hørte gods til embedet, kan ikke afgøres. Senere var det daværende Rønne herred i drosten Uffe Nielsens og dennes sønners besiddelse, indtil det blev solgt i første halvdel af 14. århundrede. Der kendes næsten intet Hvidegods på Fyn. I det sydøstlige Skåne kendes en del spredt gods tilhørende slægten, især efterkommere af Sune Ebbesen.

## Slægten Hvides ejendomme
| Navn           | Sogn            | Herred             | Ejer |
| -------------- | --------------- | ------------------ | --- |
| Trellerup      | Herslev         | Sømme              | 1203 udsteder Peder Vagnsen et gavebrev på sin gård her. |
| Gevninge       | Gevninge        | Volborg            | 1203 Peder Vagnsen til Århus domkirke |
| Starreklinte   | Vallekilde      | Ods                | 1203 Peder Vagnsen ca. 2 tredjedele |
| Nekselø        | Føllenslev      | Skippinge          | 1203 gav Peder Vagnsen ½ af øen |
| Hejninge       | Hejninge        | Slagelse           | 1217 Skjalm Vagnsen til Sorø |
| Gimletorp      | Gimlinge        | Vester Flakkebjerg | Før 1216 Skjalm Vagnsen |
| Borg           | Pedersborg      | Alsted             | 1205 Jens Ingerdsen |
| Kindertofte    | Kindertofte     | Slagelse           | 1205 Jens Ingerdsen |
| Mørupgård      | Fjenneslev      | Alsted             | 1205 Jens Ingerdsen |
| Vallensved     | Vallensved      | Øster Flakkebjerg  | Før 1259 Esbern Vagnsen – til Jakob Erlandsen – til Sankt Clara Kloster (Roskilde) – til Anders Mundskænk                                                    |
| Jørlunde       | Jørlunde        | Jørlunde           | Omkring 1140 Toke Skjalmsen |
| Fjenneslev     | Fjenneslev      | Alsted             | Omkring 1140 Toke Skjalmsen |
| Frøsmose       | Bjernede?       | Alsted             | Omkring 1140 Toke Skjalmsen |
| Hagetrup       | Jørlunde        | Jørlunde           | Omkring 1140 Toke Skjalmsen |
| Osager         | Osted           | Volborg            | 1288 Jens Grands 6 præbender |
| Sneslev        | Førslev         | Øster Flakkebjerg  | 1288 Jens Grands 6 præbender |
| Ørslev         | Ørslev          | Vester Flakkebjerg | 1288 Jens Grands med patronatsret |
| Ladby          | Herlufholm      | Tybjerg            | 1292 Gyde Skjalmsdatter, nedlagt kirke. |
| Mogenstrup     | Mogenstrup      | Hammer             | 1292 Gyde Skjalmsdatter |
| Hammer         | Hammer          | Hammer             | 1292 Gyde Skjalmsdatter |
| Tybjerg st.    | Tybjerg         | Tybjerg            | 1292 Gyde Skjalmsdatter |
| Sasserbro      | Slaglille       | Alsted             | Ragnhild, Ebbe Skjalmsens enke |
| Lerelte        | Blovstrød       | Lynge              | Toke Ebbesen |
| Bavelse        | Bavelse         | Tybjerg            | Sandsynligvis allerede Oluf Glug, sikkert barnebarnet Oluf Ebbesen                                                                                           |
| Tystrup        | Tystrup         | Øster Flakkebjerg  | 1282 Peder, søn af Oluf af Tystrup |
| Tystofte       | Tjæreby         | Vester Flakkebjerg | 1291 bortgav Oluf Tagesen sin del af patronatsretten til Tjæreby                                                                                             |
| Stude          | Hemmeshøj       | Slagelse           | Oluf Tagesen svigersøn Peder Grubbe skrev sig i 1320 „de Storthæ", omkring 1388 17 gårde.                                                                    |
| Gerdrup        | Eggeslevmagle   | Vester Flakkebjerg | Oluf Tagesen svigersøn Jens Grubbe omkring 1390 12 gårde. Hamsfort siger at Ebbe Skjalmsen ejede gården 1151 og sønnen Sune skrev sig til Gerdrup.           |
| Sengeløse      | Sengeløse       | Lille              | Snuppe-familien nedstammer fra Oluf Ebbesens søn Henning. |
| Store Vedby    | Ruds Vedby      | Løve               | Kirken I Cecilies testamente 1307, solgt 1346 |
| Selsø          | Selsø           | Horns              | Kirken nævnt i Cecilies testamente 1307 |
| Store Fuglede  | Store Fuglede   | Ars                | Margrete Tygesdatter |
| Tybjerg        | Tybjerg         | Tybjerg            | 1325 Margrete Tygesdatter – Gertrud |
| Nebbe          | Herslev         | Sømme              | Ingefred Pedersdatter |
| Bjernede       | Bjernede        | Alsted             | Sune Ebbesen byggede kirken |
| Ejby           | Ejby            | Ramsø              | Sunes ½ hovedlod |
| Ølse           | Højelse?        | Ramsø              | Sune ½ hovedlod (kan også være Ølsemagle) |
| Åse            | Glumsø          | Tybjerg            | Anders Sunesen |
| Broby          | Vester Broby    | Alsted             | Peder Sunesen |
| Kirkerup       | Kirkerup        | Sømme              | Jens Ebbesen til Æbelholt Kloster |
| Alsted         | Alsted          | Alsted             | Peder Sunesen – Jens Sunesen |
| Estrup         | Allindemagle    | Ringsted           | Jakob Sunesen for sin søn Jens 1240, stort: nævnt i pavebrev i 1248                                                                                          |
| Osted          | Osted           | Volborg            | Jacob Sunesen til Roskilde domkirke 1246 |
| Hårlev         | Hårlev          | Bjæverskov         | Jakob Sunesen – Ingerd 1256 |
| Ske            | Haraldsted      | Ringsted           | Jakob Sunesen |
| Svenstrup      | Borup           | Ramsø              | Jakob Sunesen |
| Stenløse       | Stenløse        | Ølstykke           | Jakob Sunesen - Jens Jakobsen |
| Ledøje         | Ledøje          | Smørum             | Jakob Sunesen - Jens Jakobsen - Jens |
| Rye            | Rye             | Volborg            | Jakob Sunesen - Jens Jakobsen - Jens – grev Jakob |
| Egholm         | Sæby            | Volborg            | Jakob Sunesen, 1302 pantsat til Vitslav af Kristoffer som konfiskeret gods                                                                                   |
| Munkholm       | Ågerup          | Merløse            | Grev Jakob, 1308 konfiskeret af grev Gerhard |
| Knardrup       | Ganløse         | Ølstykke           | Peder Ebbesen har iflg. Skjoldefrisen ejet Knardrup, men det må være gået til Cecilie Jonsdatter, det er hendes arvinger, som bestrider klosters oprettelse. |
| Langesøhus     | Uggeløse        | Lynge              | Peder Ebbesens datter Cecilie 1274 |
| Karlstrup      | Karlstrup       | Tune               | Dronning Katarina, barnebarn af Benedikte Ebbesdatter til Gudhem Kloster 1251                                                                                |
| Hørsholm       | Birkerød        | Lynge              | Jon Lille, godset omfattede i 1346 mindst 50 gårde i 17 lokaliteter i Birkerød og Blovstrød sogne. Cecilie betænker kirken i 1307.                           |
| Helsinge       | Helsinge        | Holbo              | Jon Lille, Cecilie Jonsdatter betænker kirken 1307 |
| Strøby         | Strøby          | Stevns             | Jon Lille |
| Værløse        | Værløse         | Smørum             | Jon Lille |
| Vejby          | Vejby           | Holbo              | Jon Lille, Oluf Haraldsen, Cecilie Pedersdatter til Esrom |
| Uvelse         | Uvelse          | Lynge              | Jon Lille til Esrom |
| Ganløse        | Ganløse         | Ølstykke           | Ingefred, sønnedatter af Jon Lille |
| Smørum         | Smørum          | Smørum             | Cecilie Jonsdatter testamente 1307 |
| Herslev        | Herslev         | Sømme              | Cecilie Jonsdatter testamente 1307 |
| Græse          | Græse           | Lynge              | Jens Uffesen 1346 |
| Vemmetoft      | Spjellerup      | Fakse              | Jens Uffesen 1346 |
| Jernløse       | Jernløse        | Merløse            | Cecilie Nielsdatter 1304 |
| Gislinge       | Gislinge        | Tuse               | Cecilie Nielsdatter 1304 |
| Munke Bjergby  | Munke Bjergby   | Alsted             | Cecilie Nielsdatter 1304 |
| Fjenneslev     | Fjenneslev      | Alsted             | Asser Rig |
| Sorø           |                 |                    | Asser Rig, Sorø med mere. |
| Hagerup        | Jørlunde        | Jørlunde           | Asser Rig |
| Holbæk         |                 | Merløse            | Absalon 1199 |
| Tveje Merløse  | Tveje Merløse   | Merløse            | Absalon 1199 |
| Læsøholm       | Holmstrup       | Skippinge          | Absalon 1199 |
| Jerslev        | Lille Fuglede   | Ars                | Absalon 1199 |
| Krænkerup      | Havrebjerg      | Løve               | Absalon 1199 |
| Hove           | Smørum          | Smørum             | Absalon før 1178 til Roskilde Vor Frue |
| Ellinge        | Butterup        | Merløse            | Absalon omkring 1170 til Sorø |
| Undløse        | Undløse         | Merløse            | Absalon til Sorø |
| Jyllinge       | Jyllinge        | Sømme              | Absalon til Æbelholt |
| Gundsømagle    | Gundsømagle     | Sømme              | Absalon til Æbelholt |
| Gerdrup        | Kirkerup        | Sømme              | Absalon til Æbelholt |
| Sønderby       | Selsø           | Horns              | Absalon til Æbelholt |
| Tune           | Tune            | Tune               | Absalon til Roskilde domkirke fællesbord 1184 |
| Vindinge       | Vindinge        | Tune               | Absalon til fællesbordet 1184 |
| Ingelslund     | Syv             | Ramsø              | Absalon til fællesbordet 1184 |
| Himmelev       | Himmelev        | Sømme              | Absalon til fællesbordet 1184 |
| Kornerup       | Kornerup        | Sømme              | Absalon til fællesbordet 1184 |
| Munk Bjergby   | Munk Bjergby    | Alsted             | Esbern Snare til Sorø |
| Bromme         | Bromme          | Alsted             | Esbern Snare til Sorø |
| Ovre           | Rød-/Hvidovre   | Sokkelund          | Esbern Snare til Sorø |
| Stenmagle      | Stenmagle       | Alsted             | Esberns ½ hovedlod |
| Sæby           | Sæby            | Løve               | iflg. traditionen Esbern Snare |
| Ubby           | Ubby            | Ars                | iflg. traditionen Esbern Snare |
| Bringstrup     | Bringstrup      | Ringsted           | Esbern og Ingeborg, Esbern Snares datter til Sorø |
| Herringløse    | Kirkerup        | Sømme              | Ingeborg Esbernsdatter til Roskilde domkirke |
| Gørlev         | Gørlev          | Løve               | iflg. traditionen Ingeborg Esbernsdatter |
| Tersløse       | Tersløse        | Merløse            | Cecilie Esbernsdatter |
| Hallenslevlund | Sæby            | Løve               | Absalon Andersen, Cecilies søn |
| Høng           | Finderup        | Løve               | Lave Lavesen, Cecilie Esbernsdatters barnebarn |
| Borup          | Ramsø           | Ars                | Agger Rig datter Ingefred |
| Stenmagle      | Stenmagle       | Alsted             | Absalon Fed også kaldet Absalon Bælg til Sorø Kloster |
| Nyrup          | Stenmagle       | Alsted             | Absalon Fed til Sorø Kloster |
| Assendrup      | Stenmagle       | Alsted             | Absalon Fed til Sorø Kloster |
| Ørslevøster    | Bringstrup      | Ringsted           | Ingeborg Esberndatte |
| Salby          | Højelse         | Ramsø              | Estrid datter af Niels Aleksandersen testamenter til Börringe Kloster                                                                                        |
| Asum           |                 | Ramsø              | Estrid testamenter til Börringe Kloster |
| Kalvslunde     | Karlslunde      | Tune               | Estrid testamenter til Skt. Clara. |
| Gørslev        | Gørslev         | Bjæverskov         | Estrid testamenter til Skt. Clara. |
| Dronningsholm  | Kregme          | Strø               | Niels Rane |
| Skørpinge      | Havnelev        | Stevns             | Niels Rane |
| Uglerup        | Sæby            | Løve               | Niels Rane |
| Gimlinge       | Gimlinge        | Vester Flakkebjerg | Skjalm af Århus til Sorø Kloster |
| Åby            | Åby             | Hasle              | Skjalm af Århus 1207 |
| Brendstrup     | Tilst           | Hasle              | Skjalm af Århus bortskødet til Andreas |
| Næsby          | Kirke Stillinge | Slagelse           | Skjalm af Århus bortskødet til Andreas |
| Hejninge       | Hejninge        | Slagelse           | Skjalm af Århus bortskødet til Andreas |
| Starreklinte   | Vallekilde      | Ods                | Peder af Århus testamenter til Århuskapitlet 1203 |
| Nekselø        | Føllenslev      | Skippinge          | Peder af Århus testamenter Al sin ejendom Århuskapitlet 1203                                                                                                 |
| Kysing         | Saksild         | Hads               | Peder af Århus til Århuskapitlet 1203 |
| Dyngby         | Bjerager        | Hads               | Peder af Århus til Århuskapitlet 1203 |
| Rude           | Saksild         | Hads               | Peder af Århus til Århuskapitlet 1203 |
| Årslev         | Årslev          | Sønderhald         | Peder af Århus til Århuskapitlet 1203 |
| Tilst          | Tilst           | Hasle              | Peder af Århus testamenter 2 tre fjerdedele bol, Århuskapitlet 1203                                                                                          |
| Strellev       | Strellev        | Nørre Horne        | Peder af Århus til Århuskapitlet 1203 |
| Ølgod          | Ølgod           | Øster Horne        | Peder af Århus til Århuskapitlet 1203 |
| Seldrup        | Beder           | Ning               | Peder af Århus til Århuskapitlet 1203 |
| Ramten         | Ørum            | Djurs Nørre        | Peder af Århus til Århuskapitlet 1203 |
| Drammelstrup   | Tirstrup        | Djurs Sønder       | Peder af Århus til Århuskapitlet 1203 |
| Helgenæs       | Helgenæs        | Mols               | Peder af Århus til Århuskapitlet 1203 |
| Tulstrup       | Tulstrup        | Ning               | Peder af Århus til Århuskapitlet 1203 |
| Agri           | Agri            | Mols               | Peder af Århus til Århuskapitlet 1203 |
| Bjødstrup      | Tved            | Mols               | Peder af Århus til Århuskapitlet 1203 |
| Udby           | Udby            | Rougsø             | Peder af Århus til Århuskapitlet 1203 |
| Gråske         | Tirstrup        | Djurs Sønder       | Peder af Århus til Århuskapitlet 1203 |